# NGC 4690
NGC 4690 (другие обозначения — UGC 7964, MCG 0-33-12, ZWG 15.21, PGC 43202) — галактика в созвездии Девы.
В ней не обнаружено ни нейтрального атомарного, ни молекулярного газа, но есть кольцо из ионизованного газа со внутренним радиусом в 2″ и внешним в 8″ и, возможно, с искривлением.
Этот объект входит в число перечисленных в оригинальной редакции «Нового общего каталога».